# Regattabahn Duisburg

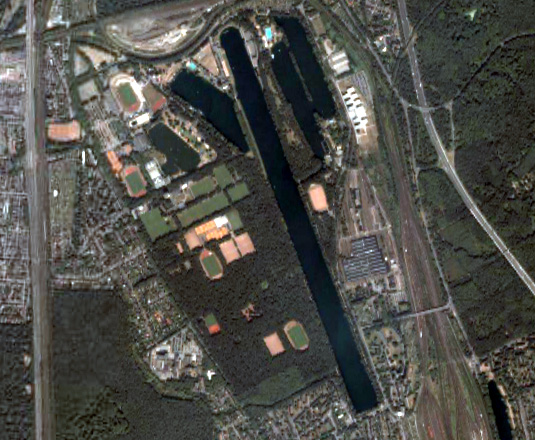
Die Regattabahn aus der Luft (Zustand vor dem Ausbau)

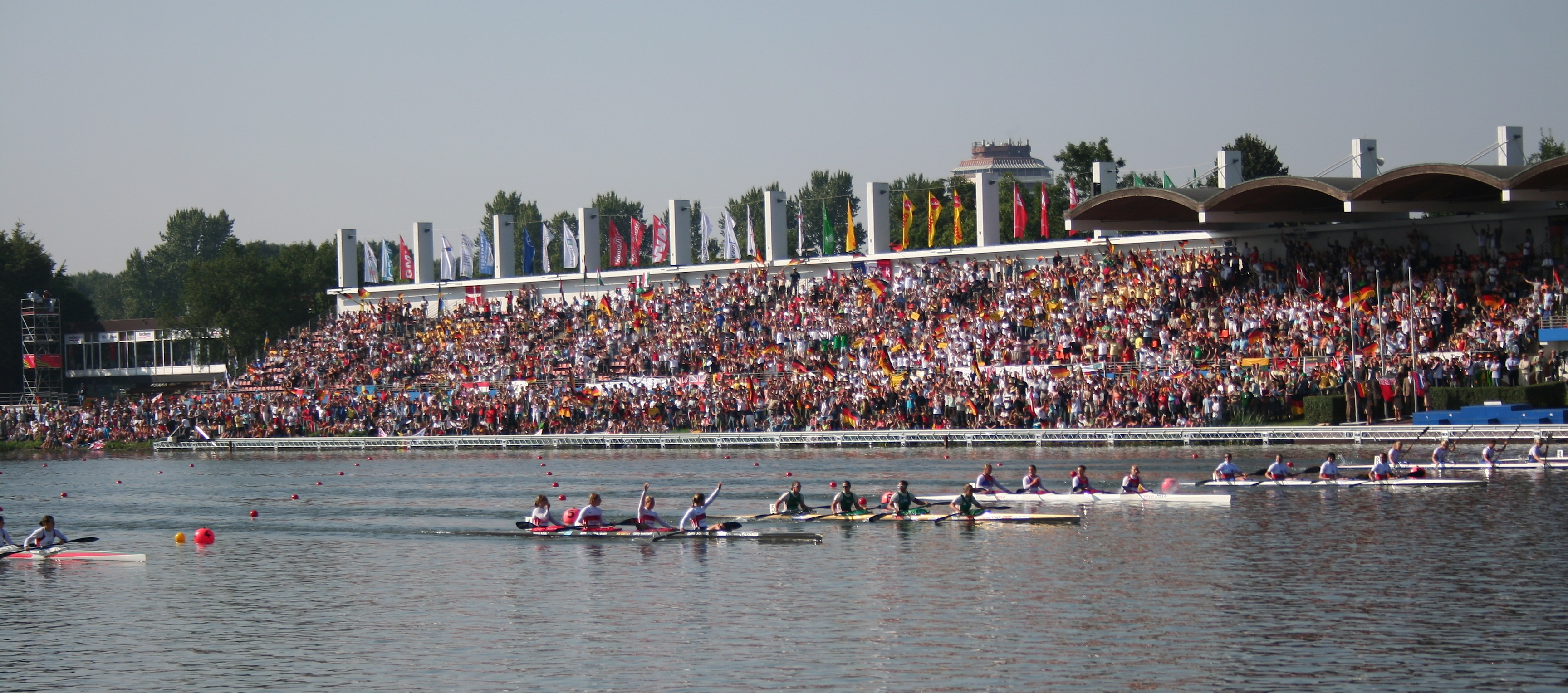
2007 ICF Canoe Sprint World Championships in Duisburg

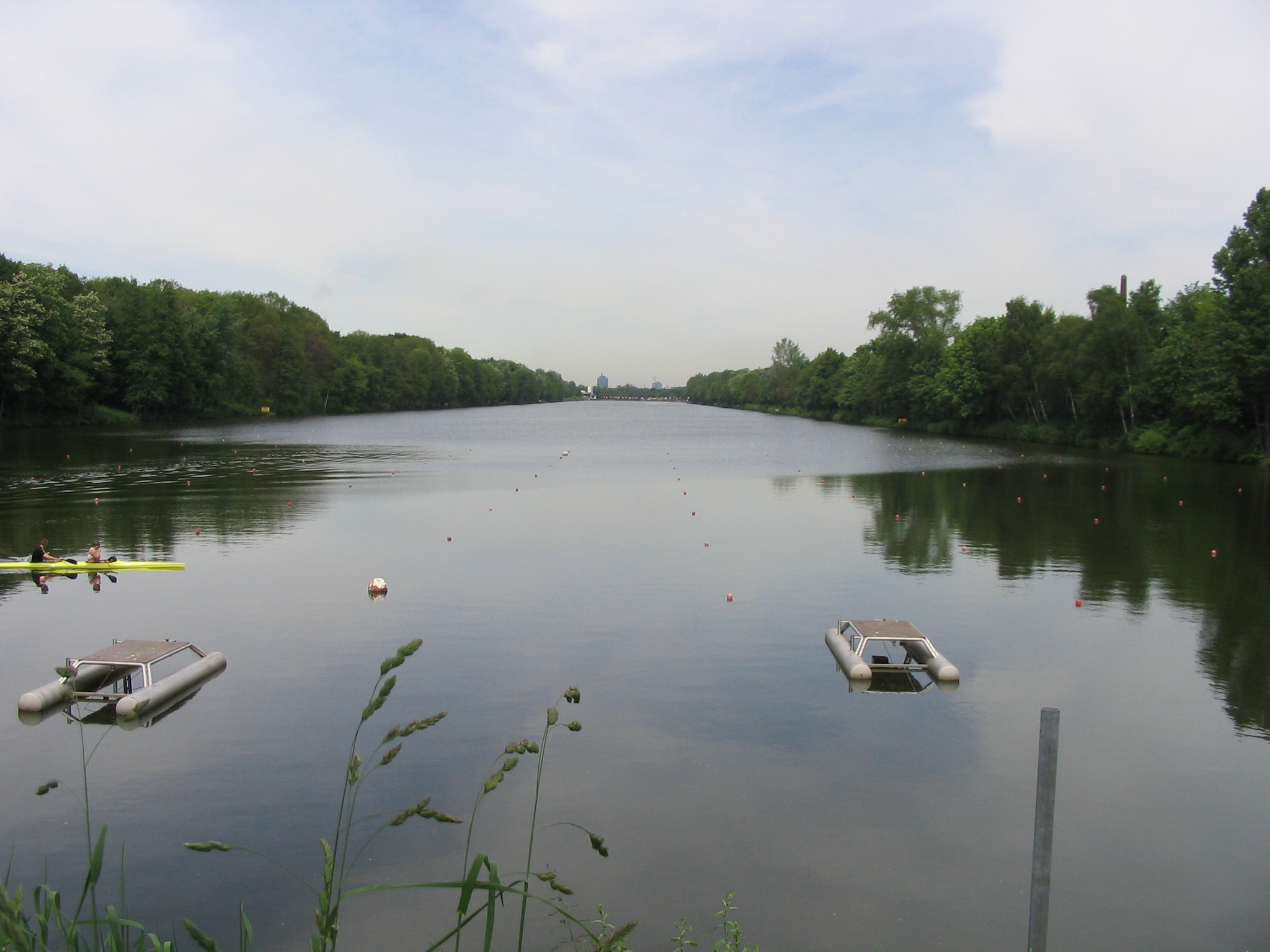
Blick über die Regattabahn

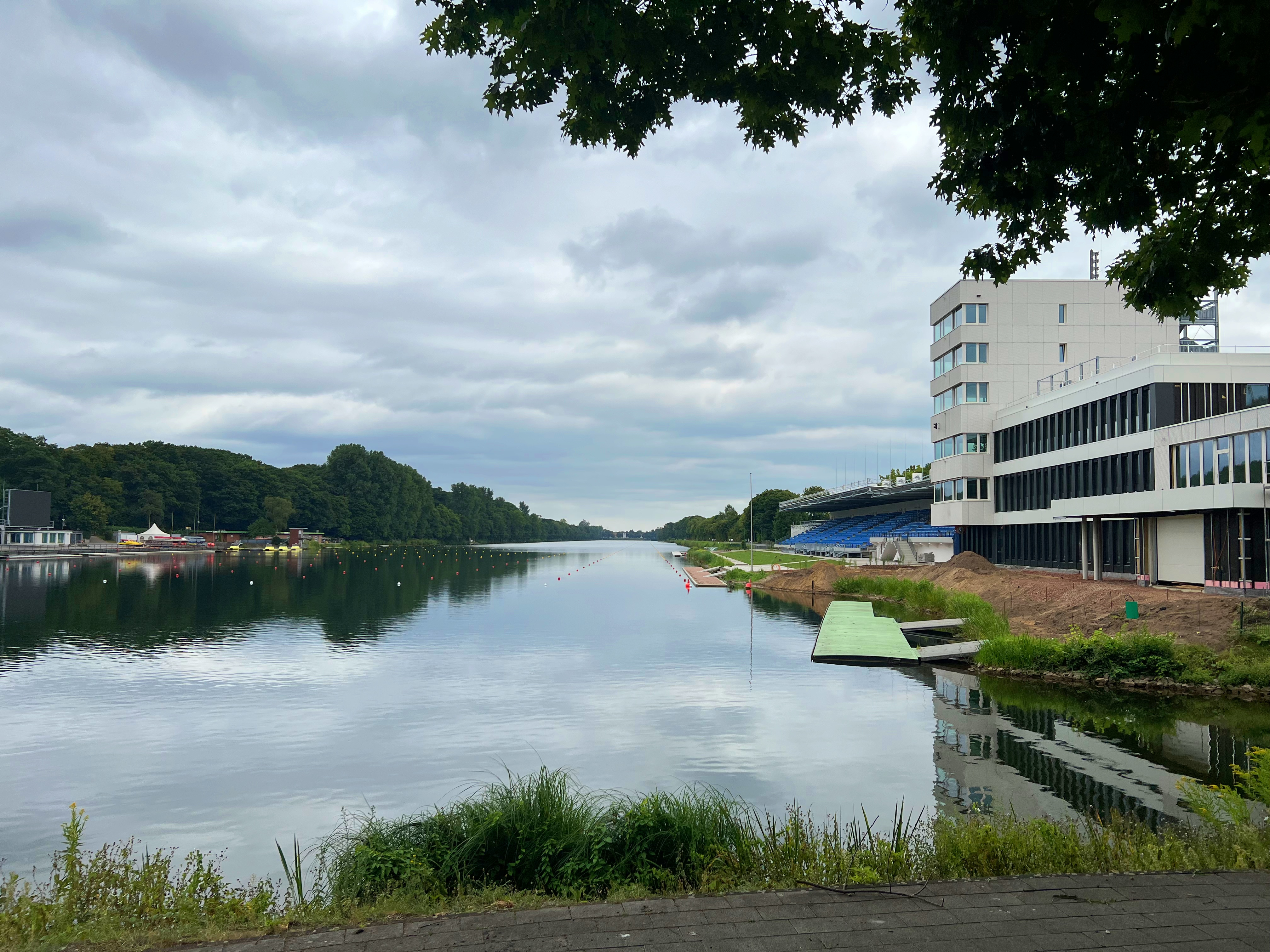
Blick über den Zielbereich.

Die Regattabahn Duisburg ist eine Wettkampfstrecke für den Kanu- und Rudersport. Sie ist 2180 m lang und 120 m breit und befindet sich im Sportpark Duisburg im Süden des Duisburger Stadtteils Neudorf. Der Sportpark Duisburg gilt als der größte zusammenhängende Sportpark seiner Art in Deutschland.
Die Regattastrecke wurde Anfang der 1930er Jahre im Rahmen von Kiesgewinnung errichtet, 1935 eingeweiht und ist heute Austragungsort von nationalen und internationalen Wettkämpfen im Kanu- und Rudersport. Auf der Strecke wurden auch Motorbootrennen durchgeführt.
Im Zielbereich der Regattastrecke befindet sich das Bundesleistungszentrum für Kanurennsport sowie das Regattabahngebäude, in dem Teile des ehemaligen Duisburger Sportamtes untergebracht waren. Das bewaldete Gelände um die Regattabahn wird gerne von Freizeitsportlern zum Joggen benutzt. Die Regattabahn ist komplett von einer morgens und abends beleuchteten Laufstrecke umgeben.
Am 12. Juni 2006 beschloss der Rat der Stadt Duisburg, einen Parallelkanal am Westufer der Regattabahn zu bauen, damit diese auch zukünftig internationalen Standards für Kanu- und Ruderwettkämpfe entspricht. Nach kontroverser Diskussion in der Duisburger Bürgerschaft wurden dafür ca. 6,6 Hektar Wald gerodet. In einem ersten Bauabschnitt wurde ein Stichkanal von der Regattastrecke zum Bertasee sowie eine Kamerafahrstrecke erstellt, die bereits für die Kanu-WM 2007 genutzt wurden.
Am 5. Juli 2008 wurde der Parallelkanal offiziell eröffnet und auch der im Rahmen des Projektes erstellte Wasserspielplatz und ein Klettergarten zur Nutzung freigegeben. Diese Maßnahmen, die die touristische Nutzung des Gebietes fördern sollen, waren in einen Masterplan für die Entwicklung des Sportparks Duisburg eingebunden. Die Kosten für das Projekt betrugen insgesamt 18 Mio. € und waren damit 4 Mio. € teurer als die ursprüngliche Planung.

## Veranstaltungen
Neben Kanu-Weltcupregatten und Deutsche Meisterschaften im Ruderrennsport, Kanurennsport, Kanupolo, Drachenboot und Motorbootrennsport wurden folgende Großveranstaltungen durchgeführt:
- 1961: Europameisterschaft im Motorbootrennsport, Klasse BU
- 1965: Ruder-Europameisterschaften
- 1979: Kanu-Weltmeisterschaften
- 1983: Ruder-Weltmeisterschaften
- 1987: Kanu-Weltmeisterschaften
- 1989: Ruder-Wettbewerbe im Rahmen der Sommer-Universiade
- 1995: Kanu-Weltmeisterschaften
- 1998: Drachenboot-Europameisterschaften
- 1999: Europameisterschaft im Motorbootrennsport, Klasse OSY 400
- 2000: Weltmeisterschaft im Motorbootrennsport, Klasse OSY 400[2]
- 2001: Junioren-Weltmeisterschaften im Rudern
- 2002: Europameisterschaften im Motorbootrennsport, Klassen OSY 400 und T 550
- 2005: Wasserski-, Kanupolo- und Drachenboot-Wettbewerbe im Rahmen der World Games 2005.
- 2007: Kanu-Weltmeisterschaften
- 2012: Ruder-Weltmeisterschaften der Masters
- 2013: Kanu-Weltmeisterschaften
- 2014: Motorbootslalom-Weltmeisterschaften
- 2020: U23-Europameisterschaften im Rudern
- 2023: Kanu-Weltmeisterschaft
- 2025: Ruder-Wettbewerbe im Rahmen der Rhine-Ruhr 2025 FISU World University Games

Klassen im Motorbootrennsport: „BU“: Gebrauchsboote mit Serien-Außenborder bis 350 cm3, „OSY 400“: Rennboote mit Serien-Außenborder Yamato 400 cm3, „T 550“: Dreikantfeilen mit Serien-Außenborder bis 550 cm3